# Laubierinidae
Laubierinidae zijn een familie van weekdieren uit de klasse van de Gastropoda (slakken).

## Geslachten
- Akibumia Kuroda & Habe, 1959
- Laminilabrum Kuroda & Habe, 1961
- Laubierina Warén & Bouchet, 1990
- Pisanianura Rovereto, 1899

### Synoniemen
- Anura Bellardi, 1873 † => Pisanianura Rovereto, 1899 (invalid: junior homonym of Anura Hodgson, 1841 [Aves]; Pisanianura is a replacement name)
- Kaiparanura Laws, 1944 † => Pisanianura Rovereto, 1899
- Nawenia Ladd, 1977 † => Pisanianura Rovereto, 1899